# Jitka Klimková
Jitka Klimková (* 20. August 1974 in Kyjov) ist eine ehemalige tschechische Fußballspielerin und heutige -trainerin. Als Spielerin wurde sie hauptsächlich als Verteidigerin eingesetzt.

## Karriere

### Vereine
Sie spielte von 1991 bis 1992 für Sokol Čejč, dann von 1992 bis 1995 für Slávia Holíč sowie zuletzt dann noch von 1995 bis 2003 bei Compex Otrokovice. Bei allen Klubs spielte sie jeweils in der ersten Liga.

### Nationalmannschaft
Ihr erster Einsatz in der tschechischen Nationalmannschaft war am 19. November 2000 bei einer 2:3-Niederlage gegen Jugoslawien während der Qualifikation für die Europameisterschaft 2001. Danach folgte am 10. März 2001 noch eine 1:5-Freundschaftsspielniederlage gegen Griechenland.

### Trainerin
Nach dem Ende ihrer Karriere als Spielerin verblieb sie erst einmal bei Slovácko und stand hier von 2003 bis 2011 als Cheftrainerin der Mannschaft an der Seitenlinie. Zudem war sie zeitweise sogar auch noch nebenbei Trainerin der tschechischen U-19-Frauen von 2009 bis 2010. Ab dem Jahr 2011 war sie dann erstmals im Ausland tätig und trainierte hier die Mannschaft von Canberra United in Australien. Danach verblieb sie in der Region und stieg als Trainerin der U-17-Juniorinnen beim neuseeländischen Verband ein. Diese führte sie dann schlussendlich bis zur WM-Teilnahme 2014. Ebenfalls im Jahr 2014 war sie auch kurzzeitig im Trainerstab der U-20-Frauen als Co-Trainerin tätig.
Ab 2015 war sie dann in den USA tätig und übernahm hier das Traineramt bei den U-19-Frauen und führte später diesen Posten ab 2017 bei den U-20-Frauen bis 2019 aus. Danach war sie bis 2021 noch Trainerin des US-amerikanischen Klubs Internationals SC.
Im September 2021 kehrte sie dann nach Neuseeland zurück und übernahm hier diesmal die A-Nationalmannschaft. Dort bereitete sie die Mannschaft in vielen Freundschaftsspielen auf die Teilnahme als Gastgeber bei der Weltmeisterschaft 2023 vor. Mit dem 1:0-Auftaktsieg über Norwegen hier, brachte sie die Mannschaft zum ersten WM-Endrunden-Sieg in deren Geschichte. Nach einer Niederlage gegen WM-Neuling Philippinen und einem torlosen Remis schieden die Neuseeländerinnen aber wie fünfmal zuvor nach der Vorrunde aus.
Im Januar 2025 wurde sie Trainerin der tschechischen Fußballnationalmannschaft der Frauen.